# Potyond
Potyond [poťond] je obec v Maďarsku v župě Győr-Moson-Sopron, spadající pod okres Csorna. Nachází se asi 10 km jihozápadně od Csorny, 11 km severovýchodně od Beledu a asi 45 km jihozápadně od Győru. V roce 2015 zde žilo 96 obyvatel, Potyond tak patří k nejméně obydleným obcím v župě. Dle údajů z roku 2011 tvoří 90,5 % obyvatelstva Maďaři, 6,3 % Němci a 2,1 % Rumuni, přičemž 9,5 % obyvatel se ke své národnosti nevyjádřilo.
V obci se nachází filiální kostel a kaple svatého Ladislava. Obcí prochází vedlejší silnice 8606, která ji spojuje se sousedními obcemi Bogyoszló a Magyarkeresztúr.

## Sousední obce
| Růžice kompasu |                 | Bogyoszló |              | Růžice kompasu |
| Růžice kompasu | Sever           |           |              | Růžice kompasu |
| Růžice kompasu | Potyond         |           |              | Růžice kompasu |
| Růžice kompasu | Jih             |           |              | Růžice kompasu |
| Růžice kompasu | Magyarkeresztúr |           | Sopronnémeti | Růžice kompasu |